# 1898 год в литературе

## Книги
- «Аэрт» — пьеса Ромена Роллана.
- «Великолепная Ориноко» — произведение Жюля Верна.
- «Волки» — пьеса Ромена Роллана.
- «Доктор Терн» — фантастический роман Генри Райдера Хаггарда.
- «Ионыч» — рассказ А. П. Чехова.
- «Маленькая трилогия» («Человек в футляре», «Крыжовник», «О любви») — рассказы А. П. Чехова.
- «Мудрость и судьба» — пьеса Мориса Метерлинка.
- «Очерки и рассказы» — первый сборник рассказов М. Горького.
- «Скульптор своей души» — пьеса испанского писателя Анхеля Ганивета.
- «Случай из практики» — рассказ А. П. Чехова.
- «Тяга» — роман П. Д. Боборыкина.
- "Коммуна" — произведение французской революционерки Луизы Мишель.
- "Олеся" - произведение А.Куприна.

## Персоналии

### Родились
- 11 января — Ханс Кирк, датский юрист, журналист, писатель и литературный критик (умер в 1962).
- 10 февраля — Бертольт Брехт, немецкий поэт, прозаик, драматург, реформатор театра (умер в 1956).
- 12 апреля — Эрнст Орвиль, норвежский писатель, поэт и драматург (умер в 1985).
- 20 апреля — Бенджамин Каррион, эквадорский прозаик (умер в 1979).
- 19 мая — Юлиус Эвола (Julius Evola), итальянский мыслитель, эзотерик и писатель (умер в 1974).
- 5 июня — Федерико Гарсиа Лорка, испанский поэт, драматург, этнограф, музыкант (убит в 1936).
- 22 июня — Эрих Мария Ремарк, немецкий писатель (умер в 1970).
- 17 августа — Николай Макарович Олейников, русский поэт (умер в 1937).
- 18 ноября — Пол Фредерик Йёнсен, фарерский поэт и писатель (умер в 1970).
- 29 ноября — Клайв Стейплз Льюис, английский писатель (умер в 1963).
- 4 декабря –  Бела Йожа, румынский поэт (умер в 1943.
- Реза Кемаль, иранский драматург, поэт, переводчик (умер в 1937).

### Умерли
- 14 января — Льюис Кэрролл (Lewis Carroll), английский писатель, математик и философ (родился в 1832).
- 18 февраля – Анджей Цинтяла, польский писатель (родился в 1825).
- 1 марта — Джордж Брюс Маллесон, британский писатель (род. в 1825).
- 6 марта — Пётр Алексеевич Бессонов, русский фольклорист (родился в 1828).
- 12 марта — Захариас Топелиус (фин. Zacharias Topelius), финский писатель (родился в 1818).
- 16 марта — Обри Бердслей, английский художник и поэт (родился в 1872).
- 19 марта – Жоан да Крус-и-Соза, бразильский поэт и писатель.
- 26 марта — Пётр Иванович Капнист, русский писатель, драматург, поэт (родился в 1830).
- 24 апреля — Лукиан Адамович Миллер, немецкий филолог (родился в 1836).
- 9 сентября — Стефан Малларме, французский поэт (родился в 1842).
- 14 сентября — Жозе Магальяйнш, бразильский прозаик (родился в 1837).
- 20 сентября — Теодор Фонтане, немецкий писатель (родился в 1819).
- 29 ноября — Анхель Ганивет, испанский писатель (родился в 1865).
- 29 декабря — Кристоф Мориц фон Эгиди, немецкий писатель (род. в 1847).